# Firehouse Five Plus Two

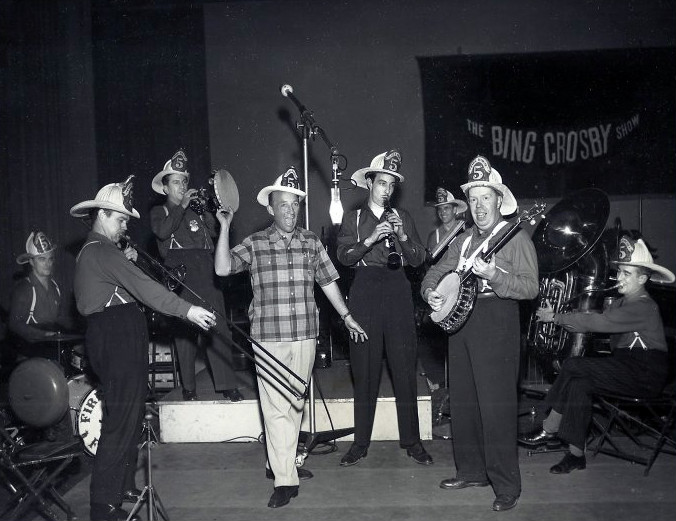
Bing Crosby en 1950

The Firehouse Five Plus Two (en français : « Les Cinq Pompiers Plus Deux ») était un groupe de jazz Dixieland, une forme de jazz populaire dans les années 1950 aux États-Unis, composé d'employés des Studios Disney. Le nom provient du quintet Firehouse Five symbolisant l'équipe de pompiers de Disneyland.

## Composition
Le groupe consistait en sept membres du département d'animation des Walt Disney Studios :
- Danny Alguire, cornet à pistons
- Harper Goff, banjo
- Ward Kimball, trombone
- Clarke Mallery, clarinette
- Monte Mountjoy, percussions
- Ed Penner, tuba
- Frank Thomas, piano.

Plus tard, d'autres artistes de Disney rejoignirent le groupe :
- George Probert
- Dick Roberts
- Ralph Ball
- George Bruns.

## Historique
Le groupe enregistra au moins 13 albums 33 tours à partir de 1955. Le dernier album était Live at Earthquake McGoon's enregistré en 1970 à San Francisco. Il a été caricaturé dans le court métrage d'animation avec Dingo L'Art de la danse (How to Dance, 1953).
Le groupe s'est dissous en 1971.